# Paizs László

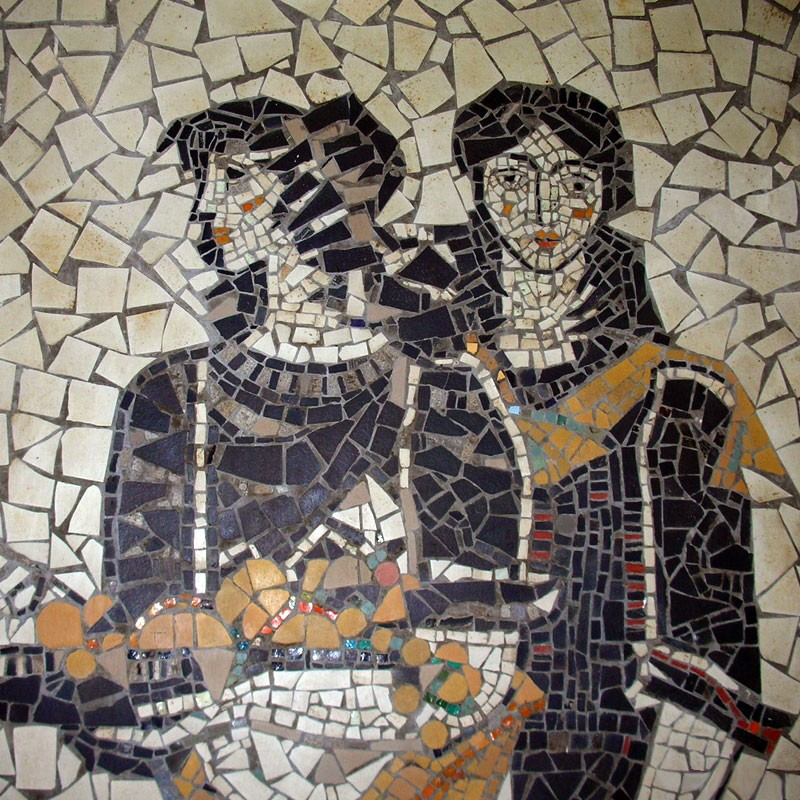
Mozaik (1959)
Paizs László diplomamunkája

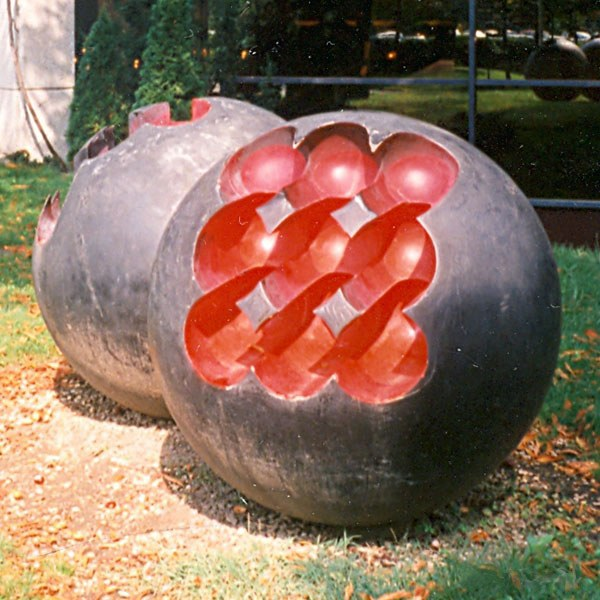
Kettős gömb, térplasztika (1980)

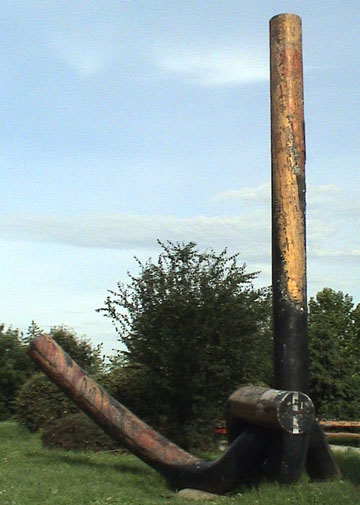
Térplasztika (Miskolc, 1988)

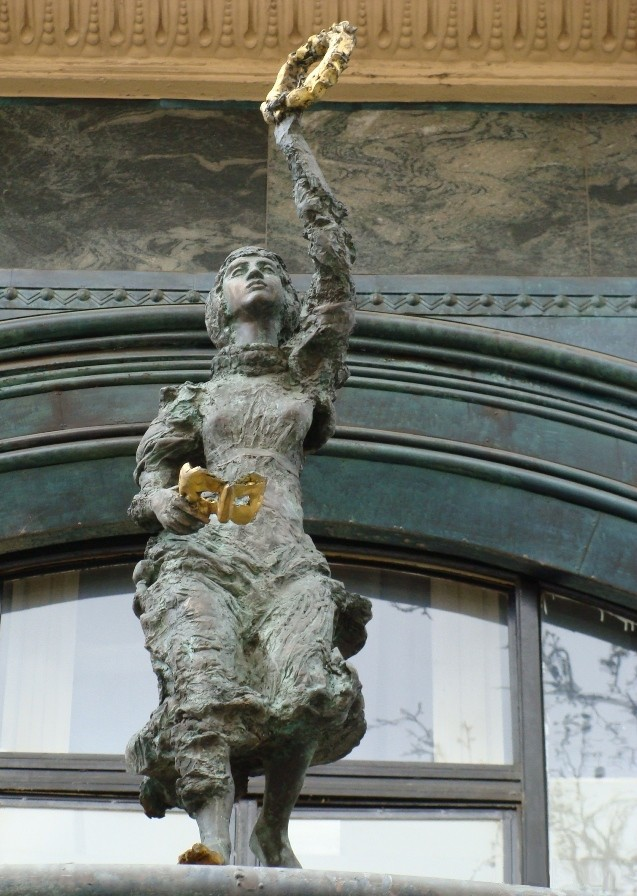
A Thália Színház allegórikus épületszobra (1997)

Paizs László (Szentpéterúr, 1935. december 26. – Budapest, 2009. október 1.) Kossuth-díjas festő, szobrász, grafikus.

## Életútja, munkássága
A budapesti Iparművészeti Főiskolán tanult. Z. Gács György, Rákosy Zoltán, Szentiványi Lajos voltak a mesterei. Allegorikus alakokat (sgraffito) formázott az Odry Színpad számára 1958-ban. A korszakban divatos murális munkák kivitelezésében vett részt már főiskolás éveiben is mesterei és Fónyi Géza, Konecsni György, Domanovszky Endre mellett. Végzős korában, 1959-ben éppen egy Mozaik című murális munkát készített diplomamunkaként a korabeli Kertészeti Egyetem részére.
Az 1960-as évek elején a korban szokásos hagyományos realista felfogású olajképeket festett, de pár év múltán Olaszországban az 1964-es velencei biennálé amerikai pavilonjában megismerkedett a pop art irányzattal, s ennek jegyében alkotott, ezen textil, fém és bőranyagú varrottas képeit eleinte nem engedte tárlatra a Fiatal Képzőművészek Stúdiója Egyesületének (FKSE) zsűrije. 1961 óta volt kiállító művész, elsősorban hazai, de számos nyugat-európai országban (NSZK, Olaszország, Dánia, Franciaország) rendezett tárlaton is megmérette magát.
Az 1970-es évektől már kiállíthatta itthon is pop art-os objektjeit, egyik legnevezetesebb A trónörököspár politikai gyilkosság áldozata lett: 1914 (1970), mely alkotás plexiüvegből, újságpapírból és szarvasbogarakból készült. Később főként átlátszó plexitömbökből dolgozott, s a legkülönbözőbb, a témát találóan kifejező alapanyagokat használt hozzá, például ruhacsipeszt A szegedi egyetemisták emlékére (1956. október 26.) című képhez  vagy például szemüveget Nagy Imre arcmásának felidézéséhez.
Az 1980-as évektől köztéri színezett, konstruktív, nagyméretű poliészter szobrai igen népszerűek voltak, számos hazai és külföldi megrendelést kapott, le is szállította azokat. Organikus plasztikájú bronzszobrokat is mintázott, köztük a Thália Színház épületszobra, életnagyságú allegorikus női figura (1997). Színes poliészter táblaképeket is alkotott roncsolt felülettel, mintha régészeti leletek vagy atomtámadás utáni szurrogátumok lennének. A mindig megújulni képes művész az 1990-es években korábbi roncsolt táblaképeire emlékeztető nagyméretű egyedi grafikákat készített, melyeken az emberi alakok már kizárólag nonfiguratívak.

## Művei közgyűjteményekben
Számos hazai és külföldi közgyűjteményben őrzik alkotásait, köztük a Magyar Nemzeti Galéria, a pécsi Janus Pannonius Múzeum, a szombathelyi, dunaszerdahelyi, szczecini galériák.

## Díjak, elismerések
- Munkácsy Mihály-díj (1980)
- Érdemes művész (1988)
- Kossuth-díj (2007)